# Thomas E. Deshazo
Thomas Edward DeShazo (* 6. Mai 1901 bei Montevallo, Shelby County, Alabama; † Mai 1979 in Marianna, Jackson County, Florida) war ein Generalmajor der United States Army. Er war unter anderem Kommandeur der 2. Infanteriedivision.
Noch als Jugendlicher trat DeShazo als einfacher Soldat dem US-Heer bei. Dabei war er während der Mexikanischen Expedition an der Grenze zu Mexiko stationiert. Anschließend gehörte er während des Ersten Weltkriegs den Amerikanischen Expeditionsstreitkräften in Euroa an. Nach dem Krieg schied er vorübergehend aus dem Militärdienst aus. In den Jahren 1922 bis 1926 durchlief er dann die United States Military Academy in West Point. Nach seiner Graduation wurde er als Leutnant in das Offizierskorps des Heeres aufgenommen. In der Armee durchlief er anschließend alle Offiziersränge vom Leutnant bis zum Zwei-Sterne-General.
In seinen jüngeren Jahren absolvierte er den für Offiziere in den niederen Rangstufen üblichen Dienst in unterschiedlichen Einheiten und Standorten. Dazu gehörten auch Aufgaben als Stabsoffizier in verschiedenen Hauptquartieren. Im weiteren Verlauf kommandierte er militärische Einheiten auf fast allen Ebenen bis zum Divisionskommandeur. In den 1930er Jahren war er unter anderem auf Hawaii und den Philippinen stationiert.
Während des Zweiten Weltkriegs war DeShazo auf dem europäischen Kriegsschauplatz eingesetzt, wo er Artillerieeinheiten kommandierte, zu denen auch die 6th Field Artillery Group gehörte. Er war am Feldzug der Alliierten in Nordafrika und an der Landung auf Sizilien beteiligt. Danach nahm er an der Anfangsphase des Italienfeldzugs teil, ehe er zu den Truppen versetzt wurde, die über den Süden Frankreichs nach Nordosten in Richtung Deutschland vordrangen. Schließlich drang er zusammen mit anderen militärischen Einheiten nach Deutschland vor.
Nach dem Krieg setzte DeShazo seine Offizierslaufbahn fort. Im Jahr 1950 gehörte er der Stabsabteilung G3 (Operationen) im Heeresministerium an. In den Monaten August und September 1951 kommandierte er übergangsweise während des Koreakriegs die dort eingesetzte 2. Infanteriedivision. Damit überbrückte er die Zeit zwischen dem vorherigen Kommandeur Clark L. Ruffner und dem Amtsantritt von dessen Nachfolger Robert Nicholas Young. Ansonsten war DeShazo Kommandeur der Artillerie dieser Division.
Zwischen 1953 und 1956 leitete DeShazo die Military Assistance Advisory Group in der französischen Hauptstadt Paris. Danach kommandierte er zwischen 1956 und 1959 den Militärstandort Fort Sill in Oklahoma und von 1959 bis 1961 war er stellvertretender Kommandeur der 3. Armee. Anschließend schied er aus dem aktiven Militärdienst aus.
In den Jahren 1961 bis 1963 war DeShazo Berater des Außenministeriums der Vereinigten Staaten für internationale Hilfsprogramme. In diesem Zusammenhang unternahm er Inspektionsreisen nach Taiwan und Pakistan. Er verbrachte seinen Lebensabend in Alexandria in Virginia und zog erst wenige Monate vor seinem Tod nach Winter Park in Florida. Der mit Olive Sharrett verheiratete Offizier starb Mitte Mai 1979.

## Orden und Auszeichnungen
Thomas DeShazo erhielt im Lauf seiner militärischen Laufbahn unter anderem folgende Auszeichnungen:
- Army Distinguished Service Medal
- Silver Star
- Legion of Merit
- Bronze Star Medal
- Air Medal